# Lijst van Britse residenten in Brunei
Dit is een lijst met de vertegenwoordigers (zowel residenten als hoge commissarissen (vanaf 1959) van de Britse regering in het sultanaat Brunei:

- 1906 - 1907 Malcolm Stewart Hannibal McArthur (1e keer)
- 1907 - 1908 Harvey Chevallier (1e keer)
- 190800 - 00 Malcolm Stewart Hannibal McArthur (2e keer)
- 1908 - 1909 John Fortescue Owen
- 1909 - 1913 Harvey Chevallier (2e keer)
- 1913 - 1915 Francis William Douglas
- 1915 - 1916 Ernest Barton Maundrell
- 1916 - 1921 Geoffrey Edmund Cator
- 1921 - 1923 Lucien Allen Arthur
- 1923 - 1926 Eric Ernest Falk Pretty (1e keer)
- 1926 - 1927 Oswald Eric Venables
- 1927 - 1928 Eric Ernest Falk Pretty (2e keer)
- 1928 - 1931 Patrick Alexander Bruce McKerron
- 1931 - 1934 Thomas Falkland Carey
- 1934 - 1937 Roland Evelyn Turnbull
- 1937 - 1940 John Graham Black
- 1940 - 1941 Ernest Edgar Pengilly
- 1946 - 1948 William John Peel
- 1948 - 1951 Eric Ernest Falk Pretty (3e keer)
- 1951 - 1954 John Coleraine Hanbury Barcroft
- 1954 - 1958 John Orman Gilbert
- 1958 - 1963 Dennis Charles White
- 196300 - 00 Angus MacKay Mackintosh
- 1963 - 1965 Edgar Ord Laird
- 1965 - 1967 Fernley Douglas Webber
- 1967 - 1972 Arthur Robin Adair
- 1972 - 1975 Peter Gautrey
- 1975 - 1978 James Alfred Davidson
- 1978 - 1983 Arthur Christopher Watson